# E391 (trasa europejska)
E381 – trasa europejska biegnąca przez Ukrainę i Rosję. Zaliczana do tras kategorii B droga łączy Głuchów z Trosną.